# Holon (philosophie)
 (janvier 2013).
Pour les articles homonymes, voir Holon.

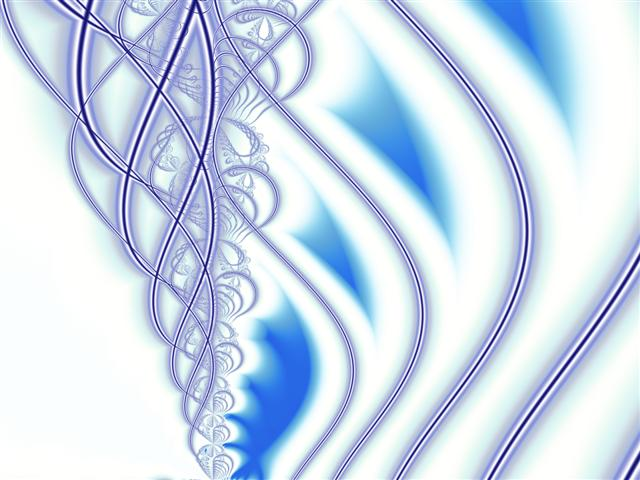
Certaines fractales se rapprochent de l'idée de holon car une partie de fractale est identique à la fractale entière.

Un  holon (du grec ὅλον, « en entier ») est quelque chose qui est à la fois un tout et une partie. Le mot apparaît chez Arthur Koestler dans son livre Le cheval dans la locomotive puis repris dans Janus. Koestler propose cette notion à la suite de deux observations.
La première est influencée par la parabole des deux horlogers du lauréat du « prix Nobel » d'économie Herbert Simon, dans laquelle Simon conclut que l'évolution de systèmes simples vers des systèmes complexes sera plus rapide s'il y a des états intermédiaires stables dans le processus évolutif que s'ils en sont absents. La seconde observation provient de Koestler lui-même, dans son analyse des hiérarchies et états intermédiaires stables au sein des organismes vivants et des organisations sociales. Koestler conclut que, bien qu'il soit facile d'identifier des sous-ensembles ou parties, les ensembles et parties n'existent nulle part dans un sens absolu.
Il proposa alors le mot holon pour décrire la nature hybride des sous-ensembles et des parties de systèmes in vivo. De ce point de vue, des holons existent à la fois en tant qu'ensembles auto-contenus en relations avec leurs parties subordonnées, et en tant que parties dépendantes, dans l'autre sens, d'une entité plus grande. Koestler dit aussi que les holons sont des unités autonomes et auto-suffisantes qui possèdent un certain degré d'indépendance et gèrent des imprévus sans se référer aux autorités supérieures.
En même temps, ces holons sont sujets au contrôle d'une ou plusieurs de ces autorités supérieures qui limitent leur liberté d'expression. Alors que la première propriété assure que les holons sont des états stables, capables de résister aux anomalies, la dernière indique qu'ils sont des états intermédiaires, fournissant à l'ensemble supérieur un contexte de fonctionnalité appropriée.
Enfin, Koestler définit l'holarchie comme étant une hiérarchie d'holons auto-régulés fonctionnant d'abord comme des ensembles supra-ordonnés de leurs composants, puis en tant que parties dépendantes et subordonnées au contrôle de niveaux supérieurs, et enfin en coordination avec leur environnement local.

## Définition générale
Un holon est un système (ou phénomène) dissipatif, évoluant et autopoïétique, composé d'autres holons, dont la structure existe à un point d'équilibre entre ordre et chaos. Il est entretenu par le débit de matière-énergie et d'information-entropie aux autres holons. Un holon est à la fois un ensemble lui-même et est en même temps inclus dans un autre holon dont il est un constituant. Il est donc une part de quelque chose plus grand que lui-même.
Les dimensions des holons vont des particules subatomiques et cordes, jusqu'au multivers composé de tous les univers possibles. Les êtres humains, leurs sociétés et leurs cultures sont des holons de niveau intermédiaire, créés par l'interaction de forces ascendantes et descendantes. Sur un plan non-physique, les mots, les idées, les sons, les émotions —tout ce qui est identifiable— est à la fois une part de quelque chose, et peut être vu comme ayant ses propres composants, tels les signes par rapport à la sémiotique. Ainsi définis, les holons sont liés au concept d'autopoïèse, en particulier selon leur développement pour l'application de Stafford Beer à la cybernétique de second ordre et à la théorie des systèmes viables, mais aussi de Niklas Luhmann dans sa systémique sociale.
Un holon étant intégré à des ensembles plus grands, il est influencé par ces ensembles, en même temps qu'il les influence. De la même façon, il est influencé par eux et influence les sous-systèmes qu'il contient. L'information circule dans les deux sens. Lorsque la bidirectionnalité du flux d'information et la compréhension du rôle sont compromises, pour quelque raison que ce soit, le système commence à s'effondrer. Les ensembles ne reconnaissent plus leurs dépendances vis-à-vis de leurs subordonnés et ceux-ci ne reconnaissent plus l'autorité organisatrice des ensembles. Les cancers peuvent être vus comme de tels effondrements dans le domaine de la biologie.
Une hiérarchie d'holons est appelée une holarchie. Le modèle holarchique peut être envisagé comme une tentative de modifier et moderniser les perceptions de la hiérarchie naturelle.
Ken Wilber remarque à la suite de Koestler que la validation d'une holarchie est que, si toutes les instances d'un type donné de holons cessent d'exister, alors tous les holons qui en font partie cessent inévitablement d'exister aussi. Ainsi, les atomes étant d'un niveau inférieur à celui des molécules, la suppression de toutes les molécules n'implique pas que les atomes cessent d'exister ; par contre, si les atomes sont supprimés, alors les molécules cesseront de même d'exister au sens strict. Le concept de Wilber est connu comme la doctrine du fondamental et du significatif. Un atome d'hydrogène est plus fondamental qu'une fourmi, mais la fourmi est plus significative. La doctrine du fondamental et du significatif est nuancée par le pragmatisme axé sur le rhizome radical de Gilles Deleuze et Félix Guattari.
Un paramètre important de la conception de l'holarchie par Koestler est qu'elle est ouverte à la fois en dimensions macroscopiques et microscopiques. Cet aspect de la théorie a plusieurs implications importantes. Le système holarchique ne commence pas avec les cordes, et ne se finit pas avec le multivers. Ces deux extrémités ne sont que celles posées par l'esprit humain au moment présent. Ces limites seront rayées ultérieurement, car nous n'y incluons pas encore l'ensemble de la réalité. Karl Popper nous enseigne que ce que l'esprit humain connaît et connaîtra de la vérité en un point de l'espace et du temps est une vérisimilitude, et qu'il continuera à s'approcher de la réalité sans jamais l'atteindre. En d'autres mots, la quête humaine de la connaissance est une journée sans fin, avec d'innombrables vues en avant, mais aucune possibilité d'en atteindre la fin.
Les travaux de certains physiciens actuels cherchant une théorie du tout descendent très profondément dans le microcosme, partant de l'hypothèse que le macrocosme découle finalement du microcosme. Cette approche connaît deux failles du point de vue de la théorie des holons. La première est que le fondamental et le significatif ne sont pas la même chose. La seconde est que le microcosme est en dimension ouverte. Il en découle que la recherche de la théorie du tout devrait aboutir à la découverte d'un phénomène encore plus microscopique que la corde et plus complexe que la théorie M. C'est également le cas de nombreuses lois de la nature appliquées à des systèmes relativement bas dans la hiérarchie qui cessent de fonctionner à des niveaux plus élevés. La théorie M a un pouvoir prédictif à l'échelle subatomique, mais apporte peu d'informations sur la réalité à des échelles plus élevées. 

## Types d'holons

### Holon individuel
Un holon individuel possède une monade dominante ; à savoir, un « Je » définissable. Il est discret, auto-contenu, et détient des capacités d'action, ou un comportement autonome. L'holon individuel, bien qu'ensemble auto-contenu, est constitué de parties. Dans le cas d'un humain, des exemples de parties peuvent être le cœur, les poumons, le foie, le cerveau, la rate, etc. Quand un humain agit, par exemple en faisant un pas à gauche, l'ensemble du holon, incluant les organes, se déplace comme une seule unité.

### Holon social
Un holon social ne possède pas de monade dominante ; il possède seulement une «nou-ité» définissable, étant donné qu'il est un assemblage collectif d'holons individuels. De plus, au lieu de posséder une capacité d'action discrète, un holon social possède ce qui est défini comme une liaison de capacité d'agir. Une illustration de cela peut être un troupeau d'oies. Chaque oie est un holon individuel, le troupeau formant un holon social. Bien que l'holon se déplace comme une unité pendant les phases de vol, et soit "dirigé" par le choix de l'oie meneuse, le troupeau lui-même n'est pas mandaté pour suivre cette meneuse. Une autre manière de l'envisager serait une activité collective qui permette potentiellement une activité interne indépendante à n'importe quel moment.

### Artéfacts
Le philosophe américain Ken Wilber inclut les artefacts dans sa théorie des holons. Les artéfacts correspondent à tout ce qui est créé par un holon individuel ou social (par exemple une statue ou un morceau de musique). Lorsqu'il manque une des caractéristiques structurelles — capacité d'agir, auto-entretien, « Je », auto-transcendance — définissant les deux précédents types de holons, les artefacts sont utiles dans un système complet de par leur potentiel pour répliquer certains aspects des holons précédemment décrits, de même que leur capacité à les affecter. Ils sont constitués d'holons sociaux ou individuels (ainsi, une statue est faite d'atomes).
Avec le développement de l'intelligence artificielle, on est amené à se demander  où se situe la limite entre un artefact et un holon individuel.

### Amas
Les amas sont définis comme des collections aléatoires d'holons auxquelles il manque une logique d'organisation. Un tas de plumes peut en être un exemple. Cependant, on peut aussi suggérer que ce tas soit un "artefact" d'un écosystème ou un "holon social". Cela nous amène au problème de l'intentionnalité. Si des holons sociaux créent des artefacts sans en avoir l'intention (ce qui est du domaine de l'holon individuel), comment peut-on faire une distinction entre amas et artefacts ? En outre, si un artiste (holon individuel) peint une toile (artefact) d'une manière délibérément chaotique et désorganisée, cela en fait-il un amas ?

## Holons dans les systèmes multi-agents
Les systèmes multi-agents sont des systèmes composés d'entités logicielles autonomes. Ils sont capables de simuler un système ou de résoudre des problèmes. L'holon peut être vu comme une sorte d'agent récursif : un agent composé d'agents qui, a un niveau donné, a son propre comportement comme une conséquence partielle des comportements de ses composants. Janus Multiagent Platform est un exemple de plate-forme logicielle capable de faire tourner des holons.